# Rockit Radio
Rockit Radio ist ein Schweizer Musiksender der Energy Broadcast AG und gehört damit zur Energy Gruppe, die auch Energy Zürich betreibt. Der Sender spielt rund um die Uhr ein Musikprogramm aus bekannten Rocksongs.

## Geschichte und Zahlen
Rockit Radio ist ein rechtlich privat gemeldeter Sender, welcher am 2. Dezember 2016 zusammen mit vier weiteren neuen Radiosendern (Classix Radio, Luna, Radio Del Mar, Vintage Radio) auf Sendung ging. Diese Einführung war Teil einer strategischen Erweiterung der Energy Broadcast AG, die damit ihr Portfolio an Spartenradios in der Deutschschweiz ausbaute. 
Im März 2023 wurde Rockit Radio im DAB+-Ensemble SMC 8B (Bern-Freiburg-Solothurn) durch den neuen Sender GOAT Radio ersetzt.
Im 2. Halbjahr 2024 erreichte der Sender laut Mediapulse-Daten täglich rund 35'000 Hörerinnen und Hörer. Die durchschnittliche Hördauer betrug dabei 36 Minuten.

## Empfang
Rockit Radio ist über DAB+ in der gesamten Deutschschweiz empfangbar. Ausserdem kann der Sender weltweit über die offizielle Webseite sowie über die eigene App (für Android und iOS) gestreamt werden. Für den Empfang über Internet ist jedoch eine Schweizer IP-Adresse erforderlich, im Ausland kann nur über einen VPN-Zugang zugehört werden.

## Eigentümer
Rockit Radio wird von der Energy Broadcast AG betrieben, die zur Energy Gruppe gehört. Der Hauptsitz von Rockit Radio befindet sich an der Dufourstrasse 23 in 8008 Zürich.

## Programm
Der Sender versteht sich als Vermittler der Essenz und des Lebensgefühls von Rock ’n’ Roll und gestaltet sein Programm unter dem Motto «So rockt das Leben». Er spielt rund um die Uhr einen Mix von klassischem Rock über Alternative bis Hard Rock.

## Weitere Sender
Neben Rockit Radio betreibt die Energy Broadcast AG auch die Musiksender Schlager Radio und Vintage Radio auf DAB+. Alle Sender zusammen erreichen in der Deutschschweiz täglich fast 237'000 Hörerinnen und Hörer (Mediapulse-Daten 2. Semester 2024, Montag – Freitag).